# Исаев, Ислам Рукманович
Ислам Рукманович Исаев — российский боец смешанных единоборств, представитель полулёгкой весовой категории. Выступает на профессиональном уровне с 2014 года, известен по участию в турнирах престижной бойцовской организации ACA. Чемпион Чеченской республики по ММА, чемпион республики Ингушетия по ММА. Мастер спорта России (2013).

## Спортивные достижения
- Чемпионат Чеченской Республики по ММА — ;
- Чемпионат Республики Ингушетия по ММА — ;
- Мастер спорта России по греко-римской борьбе[2].

## Статистика ММА
| Боёв 12         | Побед 8 | Поражений 3 |
| --------------- | ------- | ----------- |
| Нокаутом        | 2       | 1           |
| Сдачей          | 1       | 2           |
| Решением        | 5       | 0           |
| Ничьи           | 0       | 0           |
| Не состоявшихся | 1       | 1           |

| Результат    | Рекорд  | Соперник                    | Способ                                    | Турнир                                             | Дата            | Раунд | Время | Место                  | Примечание        |
| ------------ | ------- | --------------------------- | ----------------------------------------- | -------------------------------------------------- | --------------- | ----- | ----- | ---------------------- | ----------------- |
| Поражение    | 8-3-(1) | Рамазан Кишев               | Нокаутом (удар коленом)                   | ACA 94 Krasnodar                                   | 30 марта 2019   | 1     | 4:27  | Краснодар, Россия      |                   |
| Победа       | 8-2-(1) | Тиаго Луис Бонифацио Сильва | Техническим нокаутом (бросок и добивание) | ACB 81 Saidov vs. Carneiro                         | 23 февраля 2018 | 1     | 3:48  | Дубай, ОАЭ             |                   |
| Победа       | 7-2-(1) | Маркос Винисиус Шмитц       | Нокаутом (удар)                           | ACB 69 Young Eagles 22                             | 9 сентября 2017 | 2     | 1:39  | Алма-Ата, Казахстан    |                   |
| Победа       | 6-2-(1) | Жоао Луис Ногеира           | Решением (единогласным)                   | ACB 60 Agujev vs. DeVent                           | 13 мая 2017     | 3     | 5:00  | Вена, Австрия          |                   |
| Победа       | 5-2-(1) | Егор Голубцов               | Решением (единогласным)                   | ACB 44 Young Eagles 12                             | 3 сентября 2016 | 3     | 5:00  | Волгоград, Россия      |                   |
| Победа       | 4-2-(1) | Владислав Генов             | Решением (единогласным)                   | ACB 33 - Young Eagles 6                            | 16 апреля 2016  | 3     | 5:00  | Грозный, Россия        |                   |
| Победа       | 3-2-(1) | Василий Пальок              | Решением (единогласным)                   | ACB 28 - Young Eagles 4                            | 27 декабря 2015 | 3     | 5:00  | Нальчик, Россия        |                   |
| Победа       | 2-2-(1) | Тамерлан Кабулов            | Решением (единогласным)                   | ACB 21 - Grozny                                    | 29 августа 2015 | 3     | 5:00  | Грозный, Россия        | Реванш            |
| не состоялся | 1-2-(1) | Андрей Гончаров             | Без результата                            | ProFC 57 - New Era                                 | 29 марта 2015   | 3     | 5:00  | Ростов-на-Дону, Россия |                   |
| Поражение    | 1-2     | Тамерлан Кабулов            | Сабмишном (удушение сзади)                | ACB 11 - Vol. 1                                    | 14 ноября 2014  | 2     | 4:12  | Грозный, Россия        |                   |
| Поражение    | 1-1     | Владимир Канунников         | Сабмишном (удушение треугольником)        | ProFC 54 - Challenge of Champions                  | 7 сентября 2014 | 1     | 4:39  | Ростов-на-Дону, Россия |                   |
| Победа       | 1-0     | Абдулла Абдулаев            | Сабмишном (удушение треугольником)        | Absolute Championship Berkut - Grand Prix Berkut 8 | 25 мая 2014     | 3     | 0:51  | Грозный, Россия        | Дебют в проф. ММА |